# Andrés Balhorn
Andrés Balhorn (* 1963 in Monte Carlo, Argentinien) ist ein deutscher Sänger, Autor, Komponist und Musikproduzent aus Bendestorf in Niedersachsen.

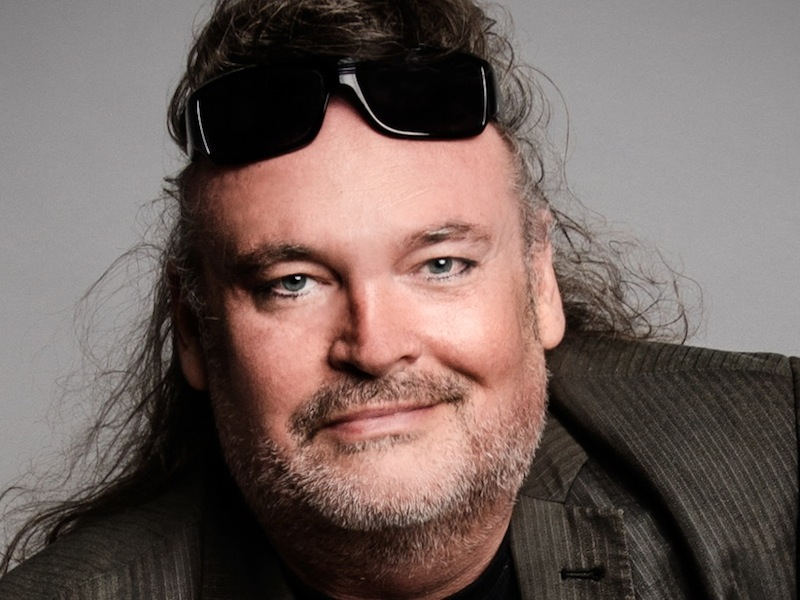

## Leben und Werk
Andrés Balhorn wurde in Monte Carlo als Sohn einer deutschen Missionarsfamilie im nördlichen Teil Argentiniens geboren. Als er drei
Jahre alt war, zog die Familie zurück nach Deutschland. Balhorn wuchs in Duisburg auf. Nach dem Abitur und einem Studium an der Sporthochschule Köln begann er, englische und amerikanische Rock/Pop-Sänger zu studieren.
1987 gab er als erster VocalCoach Rock/Pop-Gesangsworkshops in Deutschland. Bislang gab er mehr als 600 Workshops in Deutschland, Italien, der Schweiz, Österreich, Griechenland, Spanien und Argentinien, an Universitäten (Hochschule für Musik „Hanns Eisler“ Berlin), Gesangsakademien, Musicalschulen und Musikschulen, Landesmusikinstituten, dem Instituto Carlos Culmey, sowie beim größten Stimmenfestival Europas in Lörrach.
Nach diversen, auch privaten klassischen Gesangsausbildungen, Forschungen auf dem Gebiet „Rock/Pop-Stimme“ in Zusammenarbeit mit Ärzten, Logopäden, Akustikern und Instrumentenbauern schrieb er das Buch Powervoice, welches 1996 veröffentlicht und mehrfach wieder aufgelegt wurde. Während der EXPO 2000 komponierte und produzierte er für den Isländischen Pavillon den Song 2nd Floor, der dort uraufgeführt wurde.
2006 gründete Balhorn in Bendestorf die Powervoice-Academy, in der zum Coach und zum Sänger ausgebildet wird. Die Absolventen seiner Academy beteiligten sich an verschiedenen Formaten des deutschen Fernsehens, darunter bei Deutschland sucht den Superstar, The Voice, Germany’s Next Topmodel und Dschungelcamp.
Für die Organisation Global Care schrieb und produzierte er den Song A Part Of It, der 2007 herauskam. Balhorns Song zur Flutkatastrophe 2013 In solchen Zeiten wurde Titelsong bei etlichen Benefizveranstaltungen. 2013 komponierte und produzierte er den Song Justice für die Organisation One Billion Rising.
Balhorn lebt mit seiner Partnerin in Bendestorf bei Hamburg.

## Veröffentlichungen
- Powervoice. Die praxisorientierte Methode für den Rock-/Pop-Gesang. Musikverlage Hans Gerig, Bergisch Gladbach 1996, ISBN 978-3-87252-262-7.
- DVD Powervoice XXL. Das erfolgreiche Lehrbuch als PDF mit 17 Karaoke-Songs, 3D-Animation, Trainingsfilm und Übungsposter. Carlton Musikvertrieb GmbH